# Arquidiocese de Grouard-McLennan
A Arquidiocese de Grouard-McLennan (Archidiœcesis Gruardensis-McLennanpolitana) é uma circunscrição eclesiástica da Igreja Católica situada em McLennan, Alberta, Canadá. Seu atual arcebispo é Gérard Pettipas, C.SS.R. Sua Sé é a Catedral de São João Batista de McLennan.
Possui 33 paróquias servidas por 25 padres, contando com 145.811 habitantes, com 37,8% da população jurisdicionada batizada.

## História
O vicariato apostólico de Athabaska-Mackenzie foi eregido em 8 de abril de 1862, recebendo o território da diocese de Saint-Boniface (hoje arquidiocese).
Em 3 de julho de 1901 se divide dando origem aos vicariatos apostólicos de Athabaska e de Mackenzie. Desta última deriva a moderna diocese de Mackenzie-Fort Smith, enquanto a primeira em 15 de março de 1927 assume o nome de vicariato apostólico de Grouard por efeito do breve Quae ad rei do Papa Pio XI, que estabeleceu também uma mudança de fronteiras entre os dois vicariatos apostólicos.
Em 14 de janeiro de 1944 cede algumas partes de território em vantagem da ereção dos vicariatos apostólicos de Whitehorse (hoje diocese) e de Prince Rupert (atualmente a diocese de Prince George).
Em 13 de julho de 1967 por efeito da bula Adsiduo perducti do Papa Paulo VI o vicariato apostólico de Grouard é elevado ao posto de arquidiocese metropolitana e assumiu o nome atual.

## Prelados
| #                   | Nome                                               | Período    | Notas                        |
| Arcebispos          | Arcebispos                                         | Arcebispos | Arcebispos                   |
| ------------------- | -------------------------------------------------- | ---------- | ---------------------------- |
| 5º                  | Gerard Pettipas, C.Ss.R.                           | 2006-atual |                              |
| 4º                  | Arthé Guimond †                                    | 2000-2006  |                              |
| 3º                  | Henri Goudreault, O.M.I. †                         | 1996-1998  |                              |
| 2º                  | Henri Légaré, O.M.I. †                             | 1972-1996  |                              |
| 1º                  | Henri Routhier, O.M.I. †                           | 1967-1972  |                              |
| Arcebispo coadjutor |                                                    |            |                              |
|                     | Charles Duval, C.Ss.R.                             | 2025-      | Atual                        |
| Bispos              |                                                    |            |                              |
| 5º                  | Henri Routhier, O.M.I. †                           | 1953-1967  |                              |
| 4º                  | Ubald Langlois, O.M.I. †                           | 1938-1953  |                              |
| 3º                  | Joseph-Wilfrid Guy, O.M.I. †                       | 1929-1937  | Nomeado Bispo de Gravelbourg |
| 2º                  | Pierre-Emile-Jean-Baptiste-Marie Grouard, O.M.I. † | 1890-1929  |                              |
| 1º                  | Henri Joseph Faraud, O.M.I. †                      | 1862-1890  |                              |
| Bispos-coadjutores  |                                                    |            |                              |
|                     | Henri Routhier, O.M.I.                             | 1945-1953  |                              |
|                     | Célestin-Henri Joussard, O.M.I.                    | 1909-1929  |                              |
| Bispo-auxiliar      |                                                    |            |                              |
|                     | Isidore Clut, O.M.I.                               | 1864-1890  |                              |